# Перш ніж я засну
«Перш ніж я засну» (англ. Before I Go to Sleep) — містичний психологічний трилер 2014 року, знятий Роуеном Джоффе за власним сценарієм, заснованим на однойменному романі С. Дж. Вотсона 2011 року. У фільмі, виробленому спільно Великою Британією, США, Францією та Швецією, знімаються Ніколь Кідман, Марк Стронг, Колін Ферт і Енн-Марі Дафф.

## Зміст
Головна героїня фільму Крістін Лукас щоранку прокидається, не пам'ятаючи, хто вона і що відбувається в її житті. Поруч чоловік, який щодня терпляче розповідає їй про все, що вона хотіла б знати. Крістін потрапила в автокатастрофу, яка назавжди змінила її життя і позбавила всіх спогадів. Особливе значення у житті героїні мають зустрічі з лікарем, який намагається повернути їй пам'ять. Світлини, відеощоденник і розмови з близькими — це те, що повинно допомогти їй пригадати все, про що дехто вважає за потрібне промовчати…

## Ролі
| Актор         | Роль            |
| ------------- | --------------- |
| Ніколь Кідман | Крістін         |
| Колін Ферт    | Бен             |
| Марк Стронг   | д-р Неш         |
| Енн-Мері Дафф | Клер            |
| Бен Кромптон  | доглядач складу |
| Адам Леві     | Бен             |